# 1873년 공황
1873년 공황(Panic of 1873)은 1873년부터 1877년 또는 1879년까지 프랑스와 영국에서 지속된 유럽과 북미의 경제 불황을 촉발한 금융 위기였다. 영국에서는 패닉이 발생하여 국가의 경제적 리더십을 약화시키는 "장기 불황"으로 알려진 20년 간의 침체가 시작되었다. 미국에서 공황은 1929년과 1930년대 초의 사건이 새로운 기준을 세울 때까지 "대공황"으로 알려졌다.
1873년 공황과 그에 따른 불황에는 경제 역사가들이 상대적 중요성에 대해 논쟁을 벌이는 몇 가지 근본적인 원인이 있었다. 미국의 인플레이션, 만연한 투기 투자(철도 분야에서 압도적으로), 독일과 미국의 은 화폐화, 프랑스-프로이센 전쟁(1870~1871)으로 인한 유럽의 경제적 혼란으로 인한 파급, 시카고의 대규모 재산 손실 화재(1871)와 보스턴 대화재(1872)는 은행 준비금에 막대한 부담을 주었으며, 뉴욕 시에서는 1873년 9월과 10월 사이에 5천만 달러에서 1,700만 달러로 급락했다.
위기의 첫 징후는 오스트리아-헝가리의 수도인 비엔나의 재정 실패였으며, 이는 1873년까지 유럽 대부분과 북미로 확산되었다.

## 같이 보기
- 1857년 공황
- 1893년 공황